# تأثير التعرض للنفط على الحياة البرية

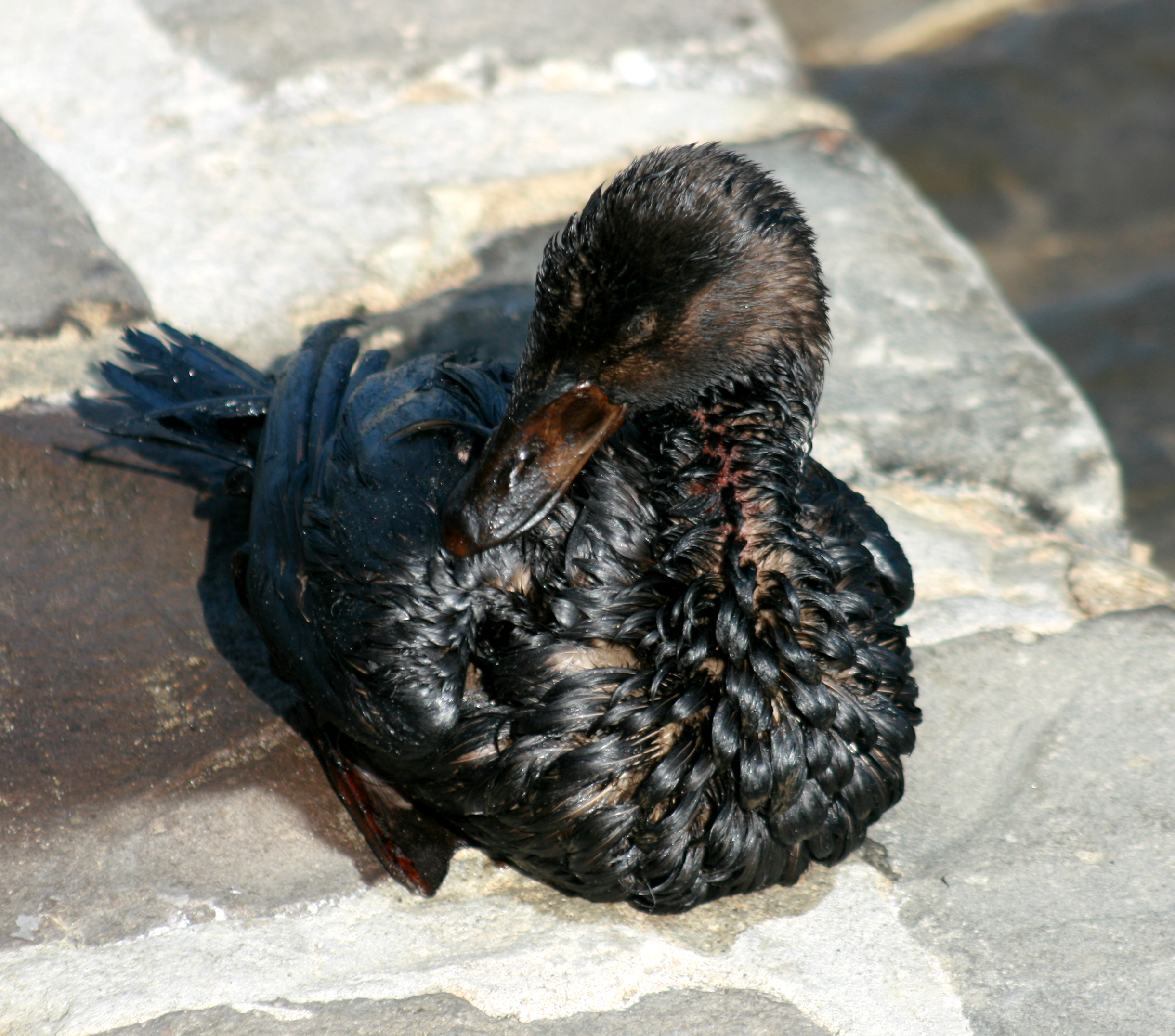
جسم بطة مغطى بالنفط بسبب الانسكاب النفطي الذي حدث في خليج سان فرانسيسكو عام 2007.

يمكن أن يؤدّي تعرض الحيوانات للنفط (البترول) إلى حدوث أضرار خارجية وداخلية مرتبطة بها. يؤثر التعرض للنفط بشكل أكبر على أنواع الطيور والثدييات المائية والكائنات المائية الأخرى. يمكن رصد مدى تأثر الحياة البرية نتيجة وجود مستويات من النفط في البيئة عادةً عن طريق الفحص البصري، كما يمكن علاجها إذا ما رُصدت مبكرًا. تشمل المصادر الرئيسية لوجود مثل هذه المستويات من النفط في البيئة الانسكابات العرضية للنفط من المواقع البحرية وناقلات النفط وخطوط وأنابيب النقل والمرافق الأخرى التي تخزن وتعالج النفط.

## الأسباب
يُعد السبب الرئيسي لتعرض الحياة البرية للنفط هو تسرب النفط. تحدث الانسكابات النفطية بشكل شائع بالقرب من طرق شحن النفط وخطوط وأنابيب النقل والآبار ومحطات التكرير. ويكون لانسكاب النفط تأثيرًا أكثر خطورة على الطيور والحيوانات في أواخر الشتاء وأوائل أشهر الربيع، حيث تتجمع أعدادًا كبيرة من الطيور التي تعيش في الشتاء بالقرب من الشواطئ. تسبب حادث انسكاب النفط المعروف باسم التسرب النفطي لشركة بريتيش بتروليوم في قتل أكثر من 8000 من الطيور والسلاحف البحرية والثدييات البحرية خلال الفترة من شهر أبريل وحتى شهر سبتمبر في عام 2010.
تلامس أجسام الحيوانات النفط بشكل مباشر، وقد تبتلعه أو تستنشقه أو تمتصه. وقد تتعرض الحيوانات أيضًا للتلوث بالنفط عن طريق تناول حيوانات أخرى ملوثة به.

## الأنواع المتضررة
يمكن أن يؤدّي التسرب النفطي إلى تعرض أي حيوان للتلامس مع النفط بشكل مباشر، ولكن الأنواع البحرية تكون على الأرجح أكثر الحيوانات التي تتأثر بانسكاب وتسريب النفط.

### الطيور
تكون الطيور عادةً هي الأشد تضررا من بين الأنواع العديدة التي تتأثر بالتعرض المباشر للنفط. وتتأثر الطيور التي تعشش بالقرب من الشاطئ على الأرجح بشكل أكبر، والتي من بينها طيور فصيلة الغواصيات، والطيور التي تنتمي إلى رتبة الغطاسيات، والبجع، وطيور البطريق. ومن الممكن أن تتباين الأضرار التي تصيب أنواعا مختلفة من الطيور على آثر التعرض للنفط، ولكن غالبًا ما تموت الطيور المصابة بسبب انخفاض حرارة الجسم أو الجوع أو الإرهاق أو الغرق، كما قد تصبح الطيور المعرضة للنفط أكثر عرضة للإصابة بأمراض أخرى بسبب انخفاض وظائفها المناعية.
يمكن أن تتلامس الطيور مع النفط من خلال التعرض المباشر له مما يؤدي إلى الابتلاع والاستنشاق والامتصاص. وتفقد الطيور المكسوة بالنفط خصائص الحماية والعزل المائي لريشها، ويمكنها أيضًا أن تمتص النفط أثناء التنظيف، كما تفقد الطيور المغطاة بالنفط قدرتها على التنظيم الحراري، والطيران، والطفو على سطح الماء. يمكن أن يؤدي ابتلاع الطيور للنفط إلى تلف الرئتين والكبد والكلى لديها، وغالبًا ما يؤدي ذلك إلى حدوث الوفاة. يمكن أن يؤثر النفط أيضًا على البيض الذي تضعه الإناث المصابة مما يؤدي غالبًا إلى موت الأفراخ أو انخفاض أوزانها عند التفريخ، حيث يمكن لكمية تتراوح ما بين 5-20 ميكرولتر من النفط أن يقتل الأجنة إذا لامست البويضة. يمكن أيضًا أن يتلف البيض الذي وضعته الطيور بالفعل قبل انسكاب النفط إذا رقد الطائر أو الحيوان المصاب فوق العش.

### الثدييات
تتضرر الثدييات بتسرب وانسكاب النفط بذات الأشكال التي تتضرر بها الطيور، والتي من بينها تلف الأعضاء، وكبح جهاز المناعة، وتهيج الجلد، والتغيرات السلوكية. وبشكل عام يمكن أن تتأثر الثدييات الأرضية التي تتغذى على الحيوانات المصابة الأخرى التي تتعرض مباشرة للنفط، وخاصة آكلات الجيف مثل مثل حيوانات الراكون، والظربان. كما إن التعرض للنفط يؤثر على مجموعة متنوعة من الثدييات البحرية، ومن بينها ثعالب البحر، والحيتان، والدلافين، والفقمة، وخراف البحر. وتعد ثعالب البحر من بين أكثر الثدييات البحرية عرضة للتضرر نتيجة التعرض للنفط، لأن النفط يفقدها قدرتها على حبس الهواء داخل فراءها مما يفقده قدرته على العزل الحراري لأجسادها.

### حيوانات أخرى
يمكن لأنواع أخرى من الحيوانات مثل السلاحف البحرية، والأسماك، والمحار أن تتضرر وتتأثر أيضًا بالسلب نتيجة تعرضها لانسكاب النفط، فقد تتأثر السلاحف البحرية عند عودتها إلى الشواطئ لتضع بيضها، كما تتأثر الأسماك بالنفط الذي تبتلعه وتستنشقه عبر الخياشيم والجهاز الهضمي. ويمكن للعديد من أنواع المحار البقاء على قيد الحياة عند التعرض للنفط، ولكنه يتراكم في أجسامها بمستويات عالية. كذلك يمكن للنفط الموجود في الماء أن يلوث الطحالب والعوالق وبيض السمك، والتي تلحق الضرر بدورها بالأسماك التي تتغذى عليها.

## العلامات السريرية

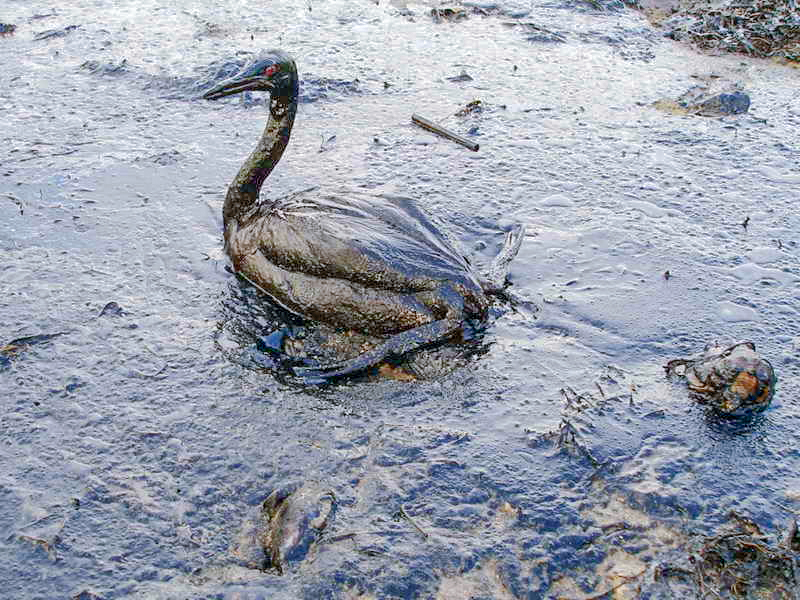
طائر مغطى بالنفط بعد حادث التسرب النفطي في مياه البحر الأسود

غالبًا ما يمكن رؤية الحيوانات المتضررة خارجيًا بالنفط أو العثور عليها من خلال الرائحة. وفي بعض الأحيان قد يكون من الصعب اكتشاف التسرب النفطي للسائل الشفاف بصريًا. يمكن أيضًا تشخيص الحيوانات داخليًا عن طريق التشريح، من خلال تحديد الهيدروكربونات البترولية في أنسجة الدهون أو الكبد أو الكلى.
ترتبط شدة التضرر بالنفط ارتباطًا مباشرًا بكمية النفط المنسكب ومدى تعرض الحيوان للنفط. ولكن قد يكون للانسكاب النفطي الصغير حين يحدث في موسم أو بيئة أكثر حساسية تأثيرات أكثر خطورة من الانسكاب الكبير في موسم أو بيئة أقل حساسية. وغالبًا ما يؤدي التعرض الخارجي للنفط إلى تدمير الفراء أو الريش لدى الحيوانات والطيور مما يؤدي إلى وفاتها بسبب انخفاض درجة حرارة الجسم. كما يمكن أن تؤدي ملامسة النفط أيضًا إلى إصابة الحيوانات والطيور بالعمى، مما يضعف قدرة الحيوانات على التنافس على الطعام أو تجنب الحيوانات المفترسة.
يمكن أن يسبب ابتلاع النفط مجموعة متنوعة من المشاكل الصحية الداخلية للحيوانات، والتي تشمل فقر الدم، والضعف التناسلي، وتلف المعدة والأمعاء. يمكن أن تعاني هذه الحيوانات أيضًا من الجفاف والالتهاب الرئوي بسبب انخفاض التنظيم الحراري.

## المعالجة
ينبغي تنظيف الحيوانات المتأثرة بالنفط والسماح لها بالتعافي من الإجهاد، كما يجب أن تبقى الحيوانات في بيئة هادئة ودافئة أثناء تعافيها. ويمكن أن يشكل الاتصال المباشر بالنفط أو بالحياة البرية الملوثة بالنفط خطرًا على صحة الإنسان، لذلك يوصى بأن تجري عمليات معالجة الحيوانات على يد أشخاص متخصصين قد تلقوا تدريبًا خاصا يؤهلهم للقيام بذلك.